# Manoir de l'automobile
Le Manoir de l’automobile est un musée consacré principalement à l’histoire de l’automobile et aux métiers d’antan. Le musée est situé à Lohéac dans le sud de l'Ille-et-Vilaine.
Il regroupe à ce jour 400 modèles de véhicules de collection sur près de 14 000 m2 d’exposition.

## Le Manoir
Michel Hommell est un collectionneur passionné de voitures automobiles, qui cherche à réunir l’ensemble de ses acquisitions dans un lieu où il pourrait les exposer au grand public. En 1985, Michel Hommell choisit son manoir datant du XVIIe siècle situé à Lohéac, alors un vieux corps de ferme appelé la « Cour Neuve », comme futur emplacement du Manoir de l’automobile. 

### La collection de véhicules
Michel Hommell a enrichi sa collection de véhicules depuis l’ouverture du musée. Il réunit une collection de 400 modèles de véhicules d’époques et de nationalités diverses, et retrace un siècle d’histoire automobile sur 14 000 m2 d’exposition. La collection est organisée selon les catégories des véhicules et leur époque. Les véhicules se distinguent entre les modèles de sport, de compétition, de luxe, familial et utilitaire.
L’exposition des véhicules consacre des espaces dédiés à certains modèles emblématiques de l’industrie automobile : les espaces Ferrari, Alpine-Renault et Lamborghini. La dernière aile du Manoir de l’automobile reproduit une grille de pole position de course de Formule 1, qui comprend des véhicules ayant été pilotés par de célèbres pilotes de compétition, comme Jean Alesi ou Alain Prost.

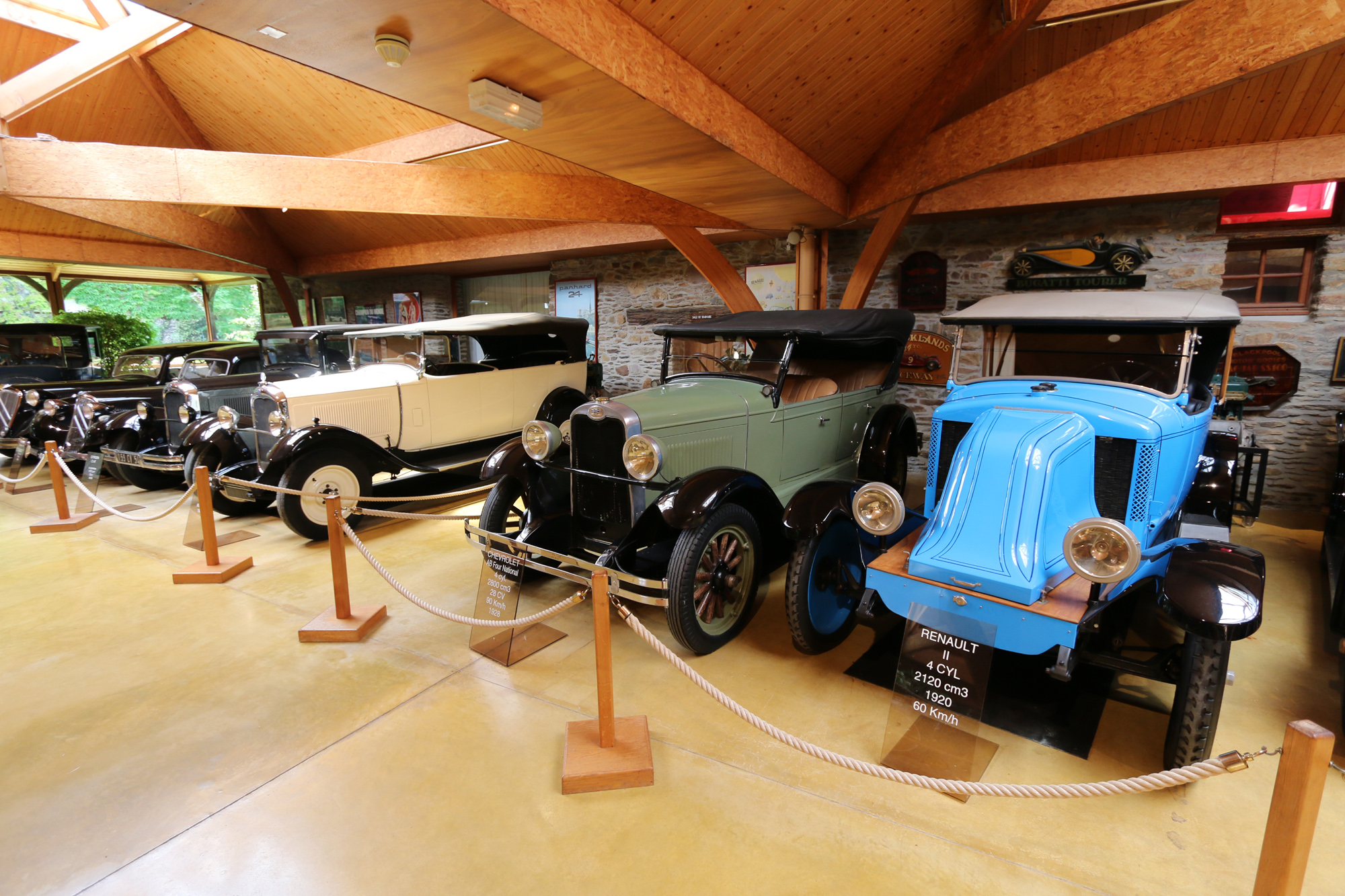
Les automobiles des années 1920.
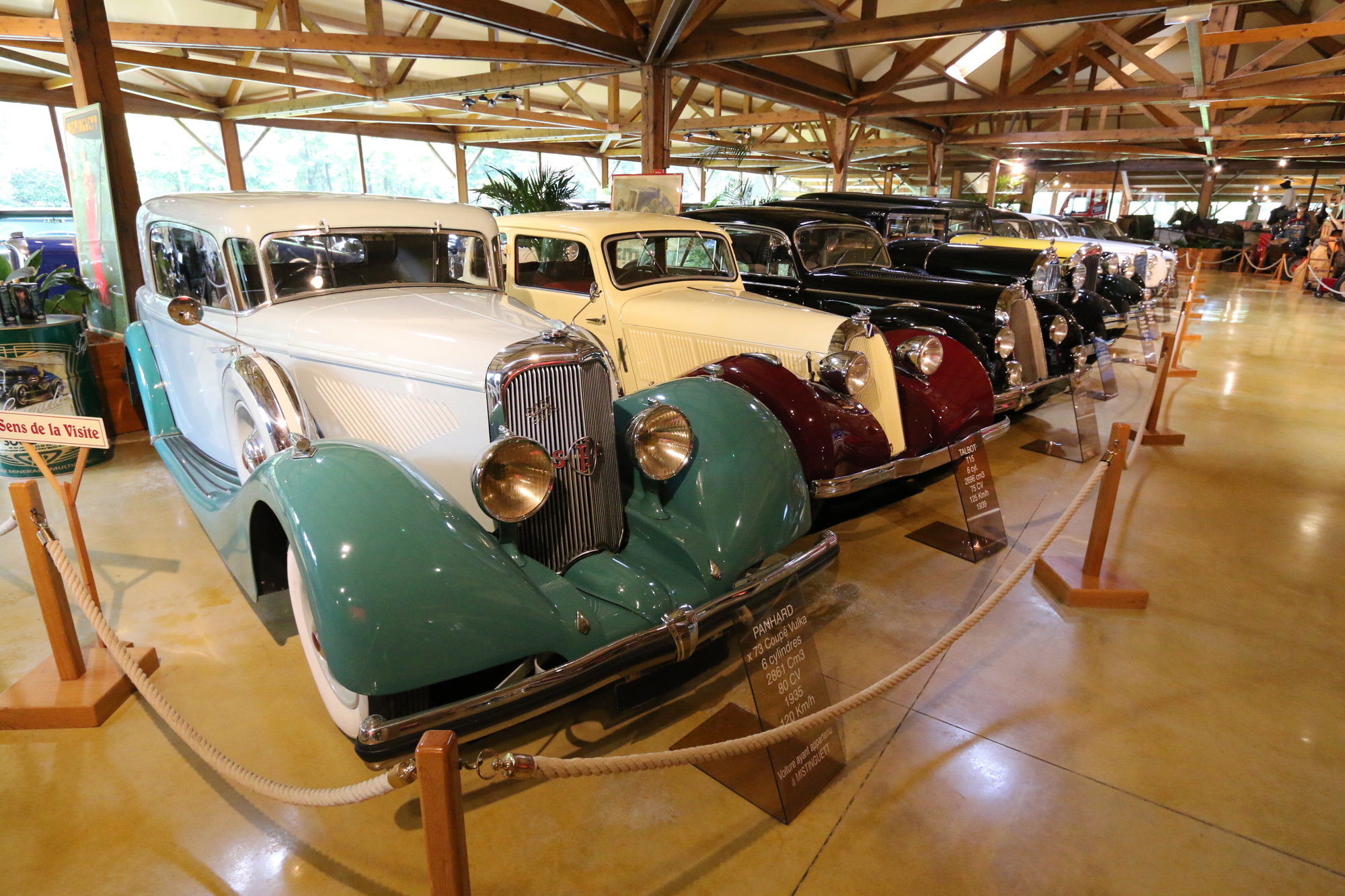
Les automobiles des années 1930.

### Autres expositions
Le Manoir de l’automobile regroupe d’autres expositions en parallèle de la collection de véhicules. L’exposition des métiers d’antan retrace l’histoire des métiers d’autrefois. Une dizaine de mises en scène ont été fidèlement réalisées avec des mannequins en habits d’époque et de vieux objets.
Un espace est consacré aux véhicules hippomobiles, au nombre de cinquante dans le Manoir.
Enfin, l’ensemble du Manoir de l’automobile est agrémenté par une importante collection de miniatures, laquelle compte près de 3000 objets de modèles réduits et de maquettes en tout genre.

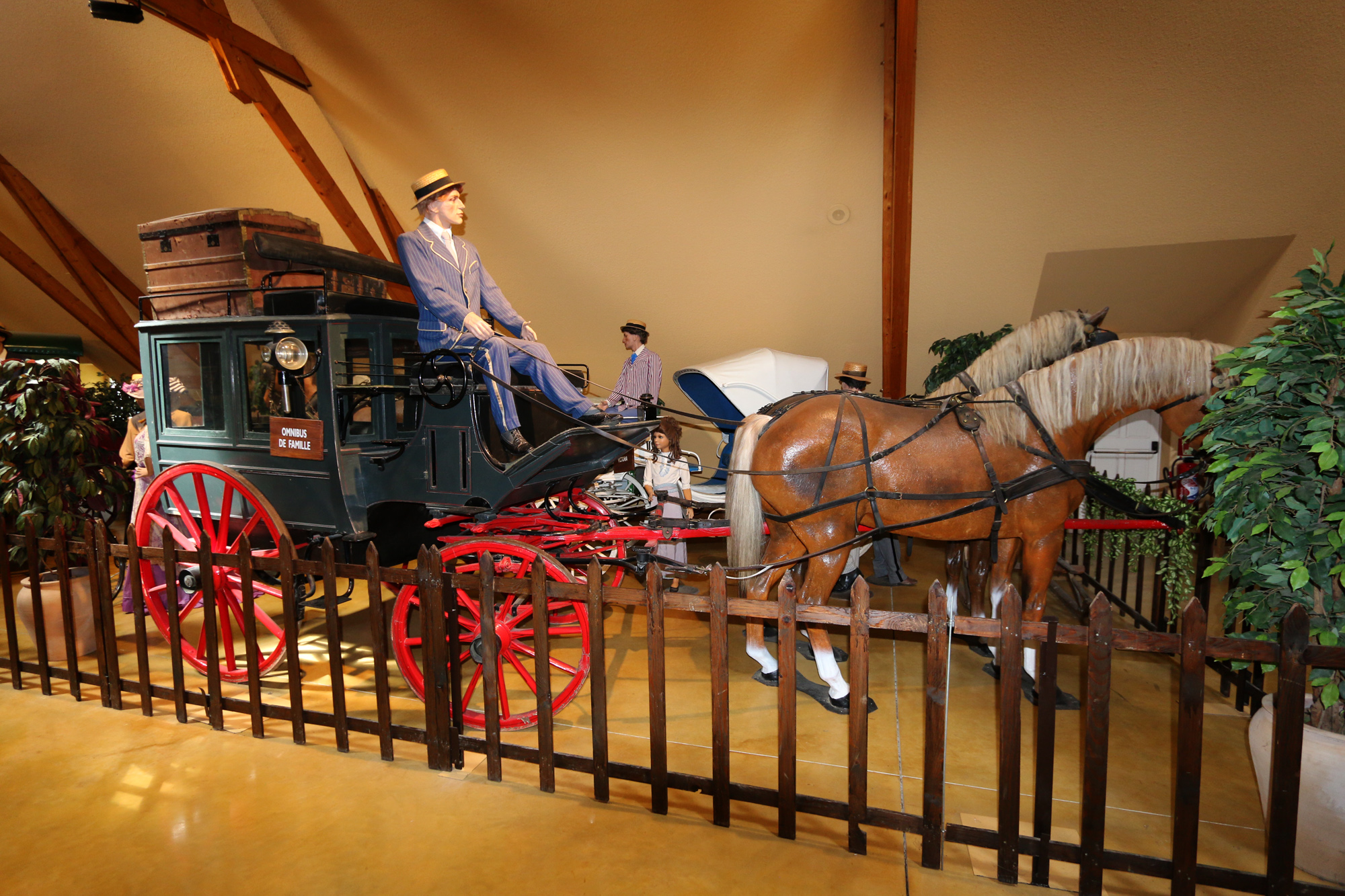
L'hippomobile de XIXe siècle.
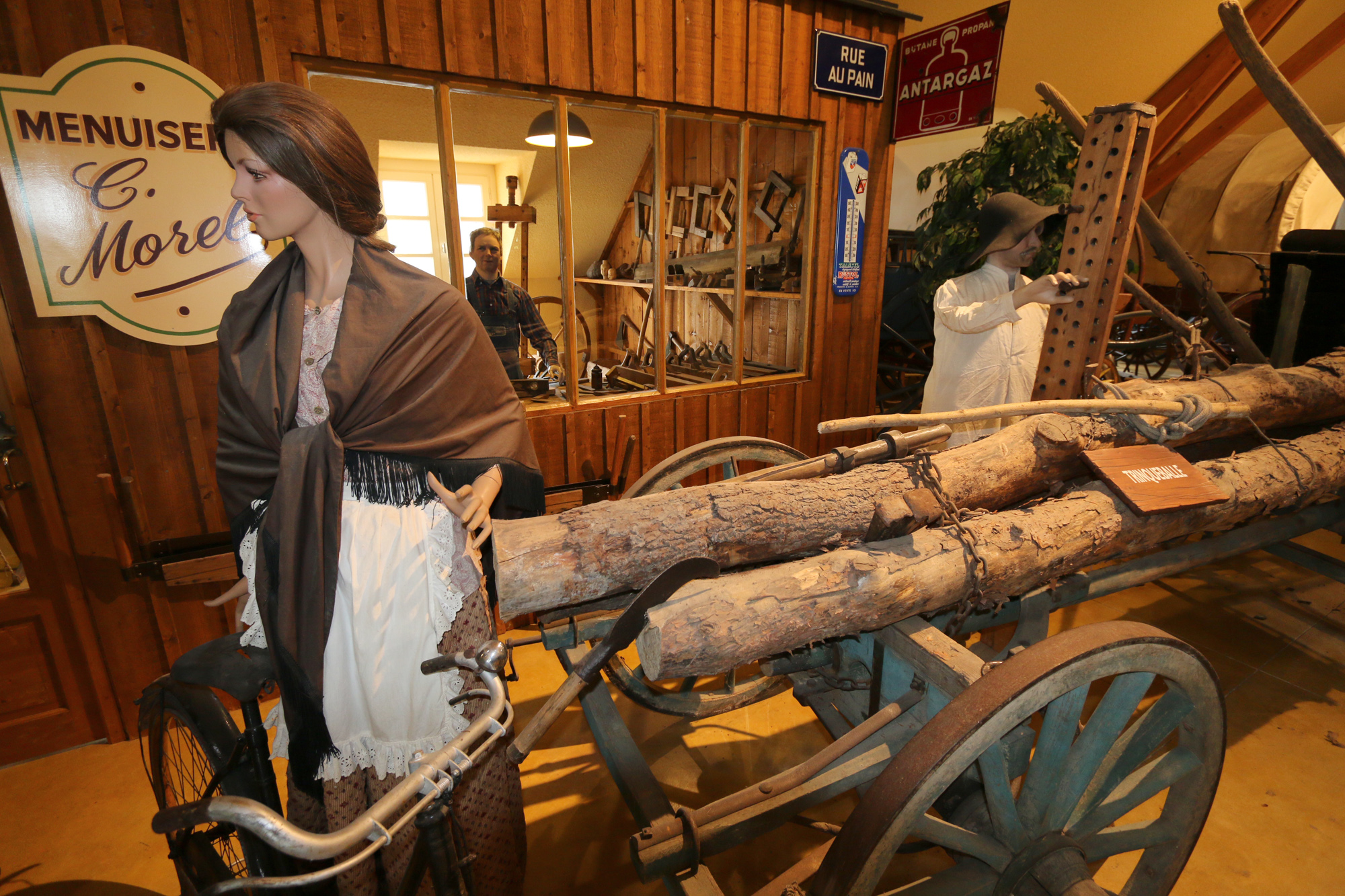
La menuiserie.

## Développement de Lohéac
Le succès du Manoir de l’automobile et des activités qui y sont liées a favorisé l’essor du tourisme à Lohéac. Plusieurs hôtels et restaurants se sont implantés dans la commune, pour répondre à l’afflux croissant de visiteurs attirés par le Manoir de l’automobile et son environnement, dont le circuit de rallycross.